# Hayden (Idaho)
Hayden – miasto w Stanach Zjednoczonych, w stanie Idaho, w hrabstwie Kootenai.